# 도키와역 (교토부)
도키와역(일본어: 常盤駅, ときわえき)은 일본 교토부 교토시 우쿄구에 있는 게이후쿠 전기 철도 기타노 선의 역이다. 역 번호는 B2이다.
아침 저녁의 러시아워에는, 역 북쪽의 신마루초도리가 본 역 북쪽의 건널목으로 인하여 자주 정체를 빚고 있다.

## 역사
- 1926년 3월 10일: 교토 전등이 운영하는 아라시야마 전철 기타노 선 가오슌구치(현재의 우타) ~ 가타비라노쓰지 역간 개통 시에 영업 개시.
- 1942년 3월 2일: 노선의 계승으로 게이후쿠 전기 철도의 역이 됨.

## 역 구조
상대식 승강장 2면 2선의 지상역이다. 북쪽의 신마루타초도리 측에 주요 출입구가 있으며, 남쪽에도 각각의 승강장에 또 하나의 출입구가 있다. 본 역과 나루타키 역 사이에는 복선이다.

## 역 주변
- 교토 부립 사가노 고등학교
- 교토 시립 도키와노 초등학교
- 교토 도키와 우체국
- 신마루타초도리
- 사이호지
- 겐코지

## 인접역
| 게이후쿠 전기 철도 ■ 기타노 선    | 게이후쿠 전기 철도 ■ 기타노 선 | 게이후쿠 전기 철도 ■ 기타노 선        |
| --------------------------------- | ------------------------------ | ------------------------------------- |
| B3 나루타키 기타노하쿠바이초 방면 |                                | 사쓰에이쇼마에 B1 가타비라노쓰지 방면 |